# Markavvattning
Markavvattning är verksamheter som syftar till bortledning av vatten, när syftet är att "varaktigt öka en fastighets lämplighet för ett visst ändamål."

## Definition
Det finns flera åtgärder som räknas som markavvattning, till exempel dikning, täckdikning, ytvattensänkning, invallning, sjösänkningar samt kanaliseringar och vissa rensningar av vattendrag. 
Skyddsdikning och normal dikesrensning till befintligt djup räknas dock inte som markavvattning (men väl till vattenverksamhet).

### Varaktig förändring
En viktig kriterium för att få räknas som markavvattning, är själva syftet med åtgärden. Syftet med åtgärden skall enligt den svenska miljöbalken vara att "varaktigt öka en fastighets lämplighet för något visst ändamål". Tillfälliga åtgärder (till exempel vid tillfälliga översvämningar) räknas alltså inte som markavvattning, utan ingår i övrig vattenverksamhet.
I många fall är denna varaktiga förbättring av fastigheten ett absolut krav för att över huvud taget kunna bedriva en viss verksamhet. Är marken för fuktig, blir det alltför stora bekymmer med bl.a. syrgasbrist, markpackning, denitrifikation, ogräs, växtföljd och dålig markbärighet, varför det helt enkelt inte går att bedriva ett rationellt åkerbruk eller skogsbruk på platsen.

## Historisk bakgrund
Under ca 1850-1950 genomfördes många stora sänkningsföretag för att kunna skapa mer åkermark (myrodling) till en växande och bitvis hungrande befolkning. Under senare tid har också många utdikningar genomförts för att kunna öka skogstillväxten i sumpskogar.
Detta har resulterat i att en femtedel av världens våtmarker har försvunnit, inte minst i Europa, USA och Kina. De kvarvarande våtmarkerna bör därför skyddas mot fortsatt exploatering, enligt ramsarkonventionen.

## Miljöpåverkan
Då markavvattning är ett begrepp som omfattar flera olika åtgärder (se ovan), kan de negativa effekterna på natur och miljö skilja sig radikalt beroende på vilken åtgärd som avses. Notera att nedanstående miljöpåverkan ibland även kan gälla för övrig vattenverksamhet.

### Förändrad hydrologi
Markens vattenhållande förmåga minskar genom dikningar och rensningar, vilket leder till en snabbare avrinning ner till fältkapacitet. I odikad mark hålls markvattnet kvar längre och flödena jämnas därför oftast ut under året. Speciellt viktiga i detta hänseende är våtmarker.
Grundligt dikade marker leder därför till kraftigare men kortare vårfloder och lägre sommarflöden i de påverkade vattendragen. De kraftiga svängningar i vattendragens vattenstånd resulterar ofta i kraftigt störda ekosystem. Den totala årsavrinningen minskar genom dikning, på grund av en ökad transpiration, vilket också kan påverka floran och faunan i vattendragen.

### Flora och fauna
Floran och faunan på dränerad mark skiljer sig från den i den odränerade. Många typer av våtmark, och med dem sammanhängande ekosystem och arter, har blivit hotade genom markavvattning.
Markavvattning påverkar också vattendragen dit vattnet leds. De snabba flödessvängningarna i vattendragen som dikade marker ger upphov till frigör stora mängder partiklar som grumlar vattnet. De grumlande partiklarna utgörs ofta av lera eller silt. När partiklarna sedimenterar, sätter de igen lekbottnar för fisk som öring och lax samt uppväxtbottnar för flodpärlmusslan. Igenslamning leder även till att växtligheten i vattendraget minskar på grund av minskat ljusgenomsläpp. Mindre vegetation gör att det finns mindre yta för organismer att leva på vilket minskar mängden föda för till exempel fisk. Flera insektsarter kräver även de klart vatten för att överleva.

### Växtnäringsläckage
Genom att snabba på transporten av överskottsvatten och däri lösta växtnäringsämnen från marken, kan dikning indirekt bidra till övergödningen av hav och sjöar. Tidigare hade vattnet en längre retentionstid (uppehållstid) i landskapet vilket gjorde att mer kväve övergick från nitrat till kvävgas genom denitrifikation och fosforn bands i våtmarker.

### Vattenjuridik
- Avlopp
- Miljöbalk
- Restvattenlagen
- Vattendirektivet
- Vattendom
- Vattenlagen
- Vattenverksamhet

### Hydrologi och teknik

#### Aktuell
- Anlagd våtmark
- Avrinning
- Dike
- Dikning
- Dikningsbehov
- Dimensionerande flöde
- Dimensionerande flödestal
- Dränerbart markvatten
- Flödesdimensionering
- Flödesmätning
- Grundvatten
- Grundvattenyta
- Kanal
- Kanalströmning
- Kapillaritet
- Konstbevattning
- Markvatten
- Rörströmning
- Skyddsdikning
- Syrgasbrist
- Täckdike
- Täckdikning
- Vattendrag
- Vattendragsrensning
- Vattenföring
- Vattensjuk mark
- Öppet dike

#### Historia
- Flottning
- Myrodling
- Sjösänkning
- Sänkningsföretag